# Bong Joon-ho
En aquest nom coreà, el cognom és Bong.
Bong Joon-ho (Daegu, 14 de setembre de 1969) és un director, productor i guionista de cinema sud-coreà.

## Biografia
Bong Joon-ho neix a Corea del Sud, concretament a la ciutat de Daegu, el 1969. El seu pare, Bong Sang Gyun, era professor a la universitat local de Daegu especialitzat en disseny gràfic. En canvi, la seva mare, Park So-young havia estat professora de primària, però amb el naixement dels seus fills va retirar-se per tal d'acomplir les diferents tasques relacionades amb l'educació dels seus descendents i l'administració de la casa. Tanmateix, la mare de Joon-ho era filla de Park Tae-won, una figura molt important a Corea del Sud per la seva rellevant producció literària. La infància de Bong Joon-ho va ser caracteritzada per una vida aïllada i molt tranquil·la, en la que de Bong Sang Gyun no dedicava gaire temps a la seva família. La figura paterna de la família Bong dedicava la major part del seu temps en els seus estudis artístics. Emperò, aquests estudis exhaustius duts a terme pel seu pare, van despertar en Joon-ho una curiositat en món de les il·lustracions i les imatges. Quan Sang Gyun marxava a treballar, Joon-ho aprofitava per investigar en el seu despatx de treball el seu material i les diferents eines que utilitzava el seu pare. Aquí passaria la major part del seu temps al llarg de la seva infantesa.
Acabats els estudis de sociologia a la Universitat Yonsei, Bong Joon-ho va filmar un curtmetratge en 16 mm., White Man, amb el qual va guanyar un premi al Shin-young Youth Movie Festival el 1995. El mateix any, va sortir de la Korean Academy of Film Arts (KAFA) on hi havia realitzat Incoherence, una comèdia negra que critica la societat coreana.
L'any 2000 es va estrenar el seu primer llargmetratge, Barking Dogs Never Bite, i el 2003 va realitzar Memories of Murder, basant-se en la història real d'un assassí en sèrie, pel·lícula amb la qual va obtenir molt èxit.
L'hoste (2006), el seu tercer llargmetratge, és una història de monstres que s'inspira en un incident real que va tenir lloc a Corea del Sud a finals dels anys 80. El 2009 realitza Mother, la història d'una mare que intenta desesperadament defensar el seu fill retardat mental d'una acusació d'assassinat. I el 2014 s'estrena a Europa Snowpiercer, una superproducció distòpica d'acció. En 2017 estrena Okja, i en 2019, Paràsits, que va obtenir aconseguir quatre Oscars (millor pel·lícula, millor director, millor guió original i millor pel·lícula de parla no anglesa) i fou considerada la triomfadora de l'edició de 2020.

## Filmografia

### Director

#### Llargmetratges
- 2000: Barking Dogs Never Bite (플란다스의 개)
- 2003: Memories of Murder (살인의 추억)
- 2006: L'hoste (괴물, The Host)
- 2009: Mother (마더)
- 2013: Snowpiercer (설국열차)
- 2017: Okja
- 2019: Paràsits

#### Curtmetratges
- 1994: Memories in My Frame
- 1994: White Man
- 1995: Incoherence
- 2004: Sink and Rise
- 2008: Tokyo! - episodiShaking Tokyo

### Guionista
- 1999: Phantom: The Submarine
- 2000: Barking Dogs Never Bite
- 2003: Memories of Murder
- 2005: Antarctic Journal
- 2009: Mother
- 2013: Snowpiercer (coguionista)
- 2014: Boira (Haemoo)
- 2017: Okja
- 2019: Parasite

## Guardons
| Any  | Premi | Categoria                             | Nom(s)   | Resultat  | Ref   |
| ---- | ----- | ------------------------------------- | -------- | --------- | ----- |
| 2020 | Oscar | Millor pel·lícula                     | Paràsits | Guanyador | [ 3 ] |
| 2020 | Oscar | Millor director                       | Paràsits | Guanyador | [ 3 ] |
| 2020 | Oscar | Millor guió original                  | Paràsits | Guanyador | [ 3 ] |
| 2020 | Oscar | Millor pel·lícula de parla no anglesa | Paràsits | Guanyador | [ 3 ] |